# Fractie van Europees Rechts
Fractie van Europees Rechts was een fractie in het Europees Parlement.

## Geschiedenis
De fractie werd gevormd na de Europese Parlementsverkiezingen van 1984. Zij telde oorspronkelijk 16 leden afkomstig uit drie landen.
In 1987 trad het parlementslid namens de Britse Ulster Unionist Party toe tot de fractie.
Na de Europese Parlementsverkiezingen van 1989 hadden de partijen die deel uitmaakten van de fractie onvoldoende leden over om de fractie voort te zetten; zij werd derhalve opgeheven.

## Leden
| Land                | Nationale partij           | Zetels | Zetels |
| Land                | Nationale partij           | 1984   | 1989   |
| ------------------- | -------------------------- | ------ | ------ |
| Frankrijk           | Front national             | 10     | 9      |
| Griekenland         | Ethniki Politiki Enosis    | 1      | 1      |
| Italië              | Movimento Sociale Italiano | 5      | 5      |
| Verenigd Koninkrijk | Ulster Unionist Party      | [ 3 ]  | 1      |
| totaal              | totaal                     | 16     | 16     |